# 増反射ミラー
増反射ミラー（ぞうはんしゃミラー）とは、太陽熱発電の反射鏡やプロジェクターランプの後部ミラーに使われる、銀 (Ag) やアルミニウム (Al) の蒸着膜の上に誘電体多層膜でできた増反射蒸着膜により光の干渉作用をもちいて反射率を極めて高めた鏡（ミラー）のこと。
自動車のヘッドランプの反射鏡やレーザーの光学系にも使われる。